# L'Illustration
L’Illustration (фр. вимова: [lilystʁasjɔ̃]; «Ілюстрація») — французький щотижневий журнал, заснований в 1843 році Адольфом Жоанном, Жаком-Жюльєном Дюбоше і Едуардом Шартоном. Видання здійснювалося в Парижі, припинилося в 1944 році. Всього вийшло 5293 номерів (близько 180 000 сторінок).
Редакційна політика видання була досить консервативною і патріотичною. Журнал захищав християнські цінності та був русофільським під час франко-російського союзу. Тираж: 92 000 примірників в 1907 році, 650 000 в 1929 році.